# 藤田高之
藤田 高之（ふじた たかゆき、1847年8月28日（弘化4年7月18日） - 1921年（大正10年）5月28日）は、広島県出身の政治家、検察官。衆議院議員を務めた。通称は次郎、号は九樹。

## 経歴
1847年（弘化4年）安芸国（広島県）に生まれる。広島藩学問所（現：修道中学校・高等学校）に学び、1863年（文久3年）学問所句読師となる。1867年（慶応3年）神機隊の隊長に就任。1868年（明治元年）戊辰戦争に出征し戦功を上げた。1874年（明治7年）司法省に出仕。1880年（明治13年）東京上等裁判所検事となる。1892年（明治25年）立憲改進党から衆議院議員に当選（広島県選出）。以後当選2回。1893年（明治26年）に播但鉄道初代社長に就任。1921年（大正10年）死去。